# Przemysł petrochemiczny

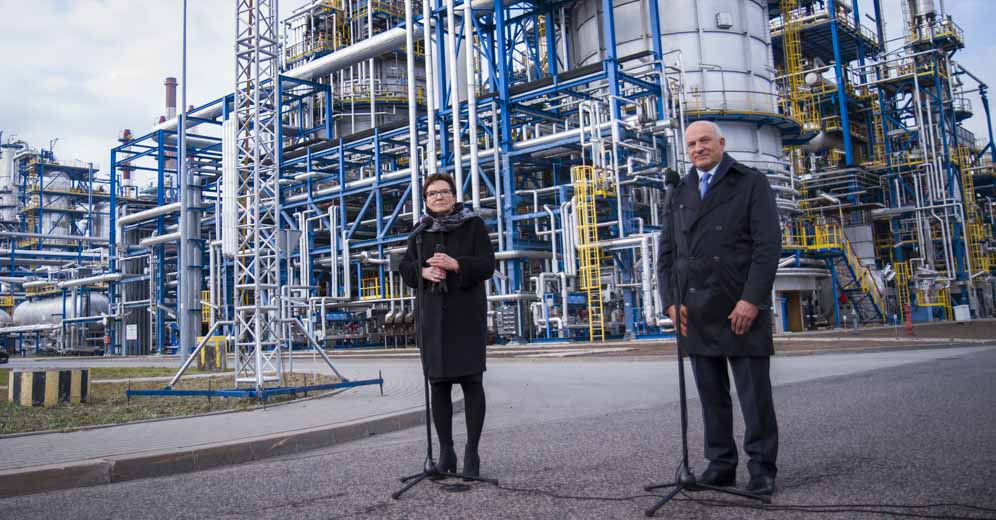
Rafineria w Gdańsku

Przemysł petrochemiczny – przemysł przerobu półproduktów uzyskanych w rafineriach. Produkuje przede wszystkim benzynę i inne paliwa ropopochodne, surowce dla ciężkiej syntezy organicznej (m.in. etylen, tlenek etylenu, propylen, toluen, fenol, aceton) oraz tworzywa sztuczne: polietylen, polipropylen i inne. Gazy techniczne odgrywają kluczową rolę w wielu procesach produkcyjnych w przemyśle petrochemicznym. Wykorzystywane są one m.in.: w procesach przetłaczania i dozowania palnych cieczy lub gazów, do ochrony substancji chemicznych przed utlenianiem, a także do osłonowania rurociągów.